# Yasmin Monet Prince
Yasmin Monet Prince, född 2 maj 2000 i Kingston, är en jamaicansk-brittisk skådespelare.
Prince har bland annat medverkat i TV-serierna Then You Run och Hanna. Hon har även medverkat i filmen Boxing Day.

## Filmografi (i urval)
- 2019–2020 – Hanna (TV-serie)
- 2021 – Boxing Day
- 2023 – Then You Run (TV-serie)